# Зайнуллин, Габдулзямиль Габдулхакович
Габдулзями́ль (также Джами́ль) Габдулха́кович Зайну́ллин (11 июля 1946 — 15 мая 2020) — советский и российский филолог-востоковед. Доктор филологических наук, профессор. Заслуженный деятель науки Республики Татарстан (2004).

## Биография
Родился в селе Старое Кадеево Первомайского (ныне Черемшанский) района ТАССР 11 июля 1946 года. Происходил из семейства потомственных мусульманских священнослужителей, получил имя в честь прадеда. В 1974 году окончил Восточный факультет Ташкентского государственного университета им. В. И. Ленина. Ещё будучи студентом, в 1972—1973 годах был направлен переводчиком в Судан. В 1974—1981 годах находился в Ираке; в мае 1975 года служил синхронным переводчиком на официальной встрече А. Н. Косыгина с Саддамом Хуссейном. На работе в Казанском государственном университете с 1977 года. Кандидат филологических наук (1988, тема диссертации: «Калила и Димна в татарской литературе»), доктор филологических наук (1999, диссертация в виде научного доклада на тему «Татарская богословская литература XVIII — начала XX веков и её стиле-языковые особенности»). В 1994 году избран заведующим кафедрой восточных языков факультета татарской филологии и истории Казанского университета, в 2000 году стал основателем и первым директором Института востоковедения (до сентября 2011). Одновременно занимал должности заведующего кафедрой восточных языков и директора Института Конфуция. С сентября 2011 года — заведующий кафедрой арабской филологии ИВМО КФУ (до 2013 года) и директор Института Конфуция с российской стороны. Скончался после продолжительной болезни 15 мая 2020 года. Похоронен на мусульманском кладбище в Самосырово.

## Г. Г. Зайнуллин и искусство
Зайнуллин послужил прототипом для одного из героев романа Рената Беккина «Ак Буре. Крымскотатарская сага». 
Зайнуллин был известен как один из лучших исполнителей мунаджатов в Поволжье.

## Труды
- Зайнуллин, Джамиль Габдулхакович. Татарская версия «Калилы и Димны» (рукописные, литературные варианты и переводы): автореф. дис. …канд. филол. наук. — Казань, 1987. — 18 с.
- Зайнуллин, Джамиль Габдулхакович. Словарь арабо-персидских заимствований. — Казань: Магариф, 1994. —143 с. ISBN 5-7761-0243-X
- Зайнуллин, Габдулзямиль Габдулхакович. Татарская историческая письменность на основе арабской графики: Самоучитель / Науч.ред. М. А. Усманов. — Казань: Магариф, 1998. — 95 с.
- Зайнуллин, Габдулзямиль Габдулхакович. Во имя Аллаха. Татарская богословская литература XVIII — начала XX веков и её языковые особенности / Науч. ред. Э. Р. Тенишев. — Казань: Магариф, 1999. — 238 с. ISBN 5-7761-0843-8
- Зайнуллин, Габдулзямиль Габдулхакович. Татарская богословская литература XVIII — начала XX веков и её стиле-языковые особенности : Дис. в виде науч. докл. д-ра филол. наук. 10.02.02. — Казань, 1999 .— 107 с.
- Зайнуллин, Габдулзямиль Габдулхакович. Учебно-методические задания для развития навыков устной речи на арабском языке: [(лингвострановедение)]. Казан. гос. ун-т, Ин-т востоковедения. — Казань: КГУ, 2002. — 166 с.
- Зайнуллин, Габдулзямиль Габдулхакович. Анас Бакиевич Халидов, 1927—2001. — Казань: Изд-во Казан. ун-та, 2003. — 23 с. — (Выдающиеся ученые Казанского университета).
- Зәйнуллин, Җәмил Габделхак улы. Фарсы телен өйрәнәбез: татар филологиясе һәм тарихы факультеты студентлары өчен. — Казан дәүләт ун-ты, Көнч. өйрәнү ин-ты. — Казан: [Ин-т востоковедения КГУ], 2005. — 176 б.
- Зайнуллин, Габдулзямиль Габдулхакович; Абдалла, Мухаммад. Арабский язык (египетский диалект): [учебное пособие]; Казан. гос. ун-т, Ин-т востоковедения. — Казань: [Казанский государственный университет], 2007. — 107 с.
- Зайнуллин, Габдулзямиль Габдулхакович; Абдалла, Мухаммад. Арабская риторика. — Казань : Казанский университет, 2012. — 110 с.
- Зайнуллин, Габдулзямиль Габдулхакович. Писатели современной арабской литературы Египта (XX век).— Казань : Казанский университет, 2012 . — 148 с. ISBN 978-5-00019-032-6
- Зайнуллин, Габдулзямиль Габдулхакович. Возрождение и дальнейшее развитие востоковедения в Казанском университете в XX — начале XXI вв. — Казань: Изд. Академии наук РТ, 2016. — 84 с.